# Charles Avery
Charles Avery (Chicago, 28 maggio 1873 – Los Angeles, 23 luglio 1926) è stato un attore e regista statunitense, uno dei sette originari Keystone Kops, protagonisti delle comiche più famose del cinema delle origini.

## Biografia
Nato a Chicago, Charles Avery cominciò la sua carriera come attore teatrale. Fu protagonista di La zia di Carlo, una famosa farsa. Prima di approdare al cinema, apparve sui palcoscenici di Broadway nella produzione originale di The Clansman, il dramma di Dixon che fu poi portato sullo schermo da Griffith con il suo La nascita di una nazione.
Avery debuttò sullo schermo nel 1908 nel ruolo di un maggiordomo in Father Gets in the Game di D.W. Griffith. Nel 1927, uscì il suo ultimo film, The Western Rover prodotto dall'Universal. Nel luglio del 1926, l'attore fu trovato morto nella sua casa di Los Angeles. La sua morte fu archiviata in seguito come suicidio.

## Filmografia

### Attore
- Father Gets in the Game, regia di D.W. Griffith – cortometraggio (1908)
- The Taming of the Shrew, regia di D.W. Griffith – cortometraggio (1908)
- The Valet's Wife, regia di D.W. Griffith – cortometraggio (1908)
- The Helping Hand, regia di D.W. Griffith – cortometraggio (1908)
- Love Finds a Way, regia di D.W. Griffith – cortometraggio (1909)
- A Wreath in Time, regia di D.W. Griffith – cortometraggio (1909)
- Tragic Love, regia di D.W. Griffith – cortometraggio (1909)
- The Salvation Army Lass, regia di D.W. Griffith – cortometraggio (1909)
- Jones and His New Neighbors, regia di D.W. Griffith – cortometraggio (1909)
- A Drunkard's Reformation, regia di D.W. Griffith – cortometraggio (1909)
- Confidence, regia di D.W. Griffith – cortometraggio (1909)
- Twin Brothers, regia di D.W. Griffith – cortometraggio (1909)
- Tis an Ill Wind That Blows No Good, regia di D.W. Griffith – cortometraggio (1909)
- The Suicide Club, regia di D.W. Griffith – cortometraggio (1909)
- One Busy Hour, regia di D.W. Griffith – cortometraggio (1909)
- The French Duel, regia di D.W. Griffith – cortometraggio (1909)
- The Jilt, regia di D.W. Griffith (1909)
- Resurrection, regia di D.W. Griffith – cortometraggio (1909)
- Two Memories, regia di D.W. Griffith – cortometraggio (1909)
- Eradicating Aunty, regia di D.W. Griffith – cortometraggio (1909)
- What Drink Did, regia di D.W. Griffith – cortometraggio (1909)
- The Violin Maker of Cremona, regia di D.W. Griffith – cortometraggio (1909)
- The Lonely Villa, regia di D.W. Griffith – cortometraggio (1909)
- The Son's Return, regia di D.W. Griffith – cortometraggio (1909)
- Her First Biscuits, regia di D.W. Griffith – cortometraggio (1909)
- Was Justice Served?, regia di D.W. Griffith – cortometraggio (1909)
- The Peachbasket Hat, regia di D.W. Griffith – cortometraggio (1909)
- The Necklace, regia di D. W. Griffith – cortometraggio (1909)
- The Cardinal's Conspiracy, regia di D.W. Griffith – cortometraggio (1909)
- A Strange Meeting, regia di D.W. Griffith – cortometraggio (1909)
- With Her Card, regia di D.W. Griffith – cortometraggio (1909)
- The Seventh Day, regia di D.W. Griffith – cortometraggio (1909)
- The Little Darling, regia di D.W. Griffith – cortometraggio (1909)
- Dooley's Thanksgiving Turkey, regia di Fred J. Balshofer – cortometraggio (1909)
- A Romance of the Prairie, regia di Fred J. Balshofer – cortometraggio (1910)
- Dooley's Holiday, regia di Fred J. Balshofer – cortometraggio (1910)
- Dooley Referees the Big Fight, regia di Fred J. Balshofer – cortometraggio (1910)
- The Man from Texas, regia di Fred J. Balshofer – cortometraggio (1910)
- Perils of the Plains, regia di Fred J. Balshofer – cortometraggio (1910)
- A Ranchman's Simple Son, regia di Fred J. Balshofer – cortometraggio (1910)

- Their First Kidnapping Case
- The Brave Hunter, regia di Mack Sennett (1912)
- A Close Call
- Algy the Watchman
- Home Folks, regia di D.W. Griffith (1912)
- Katchem Kate, regia di Mack Sennett (1912)
- One Round O'Brien
- The Would-Be Shriner, regia di Mack Sennett – cortometraggio (1912)
- Tragedy of the Dress Suit, regia di Mack Sennett – cortometraggio (1912)
- Stolen Glory, regia di Mack Sennett – cortometraggio (1912)
- Hoffmeyer's Legacy, regia di Mack Sennett – cortometraggio (1912)
- A Day's Outing, regia di Dell Henderson – cortometraggio   (1912)
- A Double Wedding, regia di Mack Sennett – cortometraggio (1913)
- The Elite Ball, regia di Mack Sennett – cortometraggio (1913)
- The Sleuth's Last Stand, regia di Mack Sennett – cortometraggio (1913)
- A Deaf Burglar, regia di Henry Lehrman – cortometraggio (1913)
- The Rural Third Degree, regia di Mack Sennett – cortometraggio ((1913)
- A Strong Revenge, regia di Mack Sennett – cortometraggio (1913)
- The Man Next Door, regia di Mack Sennett – cortometraggio (1913)
- The Chief's Predicament, regia di Mack Sennett – cortometraggio (1913)

- Hide and Seek, regia di Mack Sennett – cortometraggio (1913)
- Those Good Old Days, regia di Mack Sennett – cortometraggio (1913)
- Cupid in a Dental Parlor, regia di Henry Lehrman – cortometraggio (1913)
- The Bangville Police, regia di Henry Lehrman – cortometraggio (1913)
- That Ragtime Band, regia di Mack Sennett – cortometraggio (1913)

- Passions, He Had Three, regia di Henry Lehrman – cortometraggio (1913)
- A Bandit, regia di Mack Sennett – cortometraggio (1913)
- Peeping Pete, regia di Mack Sennett – cortometraggio (1913)

- The Mystery of the Milk – cortometraggio (1914)

- The Westen Rover, regia di Albert S. Rogell (1927)

### Regista
- A Submarine Pirate (1915)
- A Modern Enoch Arden, co-regia di Clarence G. Badger (1916)
- Done in Oil (1917)
- The House of Scandal – cortometraggio (1917)
- The Bookworm Turns (1917)